# Route nationale 15 (Estonie)
Pour les articles homonymes, voir Route nationale 15.
La route nationale 15 (Tugimaantee 15) est une route nationale estonienne reliant Tallinn à Türi. Elle mesure 97,2 km.

## Tracé
- Comté de Harju
  - Tallinn
  - Luige
  - Lokuti
  - Tagadi
- Comté de Rapla
  - Kohila
  - Lohu
  - Hagudi
  - Uusküla
  - Rapla
  - Valtu
  - Kehtna
  - Lelle
  - Käru
- Comté de Järva
  - Kolu
- Lokuta
  - Türi